# Сен-Совёр-сюр-Тине (кантон)
Сен-Совё́р-сюр-Тине́ (фр. Saint-Sauveur-sur-Tinée) — упразднённый кантон во Франции, в регионе Прованс — Альпы — Лазурный Берег, департамент Приморские Альпы. Входил в состав округа Ницца.
Код INSEE кантона — 0624. До марта 2015 года в состав кантона Сен-Совёр-сюр-Тине входило 8 коммун, административный центр — в коммуне Сен-Совёр-сюр-Тине.

## Коммуны кантона
| Коммуна            | Население, чел. (1999) | Почтовый индекс | Код INSEE |
| ------------------ | ---------------------- | --------------- | --------- |
| Вальдеблор         | 686                    | 06420           | 06153     |
| Илонс              | 113                    | 06420           | 06072     |
| Клан               | 536                    | 06420           | 06042     |
| Мари               | 50                     | 06420           | 06080     |
| Ремпла             | 108                    | 06420           | 06102     |
| Рубьон             | 113                    | 06420           | 06110     |
| Рур                | 167                    | 06420           | 06111     |
| Сен-Совёр-сюр-Тине | 337                    | 06420           | 06129     |

## Население
| Год  | Численность | Численность |
| ---- | ----------- | ----------- |
| 1999 | 2106        |             |
| 2006 | 2337        |             |
| 2007 | 2362        |             |

Население кантона на 2007 год составляло 2 362 человека.
По закону от 17 мая 2013 и декрету от 24 февраля 2014 года количество кантонов в департаменте Приморские Альпы уменьшилось с 52-х до 27-ми. Новое территориальное деление департаментов на кантоны вступило в силу во время выборов 2015 года. После реформы кантон был упразднён. Коммуны переданы в состав вновь созданного кантона Туррет-Леванс (округ Ницца).